# 陶钧
陶鈞（1891年—1974年），字子欽，湖北省浠水縣人，中華民國軍事將領。

## 生平
生於清光緖十七年正月初四，幼年在故鄉湖北受私塾教育，十七歲至武昌考入湖北陸軍小學。三年後由孫文等人領導辛亥武昌起義，陶鈞任學生軍班長。民國元年，獲分發湖北陸軍第三中學，三年後進入保定陸軍軍官學校第四期步兵科深造，民國六年秋畢業。曾入北洋軍，後投靠桂系黃紹竑，擔任排長、團長等，北伐時任19軍師長，後任軍長。先後參與北伐、寧漢戰爭、蔣桂戰爭等。李宗仁在其回憶錄中曾提及陶鈞帶兵相當嚴厲。蔣桂戰爭後引退，直至抗戰時期出任中將參謀。

## 抗戰後
抗戰勝利後寓居上海，1949年上海變天前夕攜眷至台灣。1974年卒於高雄榮民總醫院。